# Ndiapo Letsholathebe
Ndiapo Letsholathebe est un footballeur international botswanais né le 25 février 1983 à Francistown. Il évolue au poste d'attaquant avec les Police XI.

## Carrière
- Depuis 2002 : Police XI ( Botswana)

## Palmarès
- Championnat du Botswana de football : 2006